# Die Rabenpresse
Die Rabenpresse war der Name des Verlages, der 1926 von Victor Otto Stomps und Hans Gebser (der später in der Schweiz unter dem Namen Jean Gebser als Philosoph bekannt wurde) in Berlin zusammen mit der Druckerei Stomps & Gebser. Buch- und Kunstdruckerei – Verlagsanstalt gegründet wurde. 
Der Verlag konzentrierte sich  – im Gegensatz zu den etablierten Großverlagen  – auf die kleine Form und produzierte geringe Auflagen in hoher handwerklicher Qualität. Er widmete sich besonders der Lyrik und gab zahlreiche Erstlingswerke junger Autoren heraus. Einen guten Eindruck von der Reichhaltigkeit des Verlagsprogramms geben die als „Poetisches Taschenbuch“ oder „Poetisches Taschenheft“ bezeichneten jährlichen Verlagsprospekte mit Porträts und Gedichtbeiträgen der Verlagsautoren. 
Die Rabenpresse bot zu Beginn der Zeit des Nationalsozialismus einen gewissen Freiraum für einige Autoren, die den Machthabern missliebig waren.

## Vorgeschichte und Anfänge

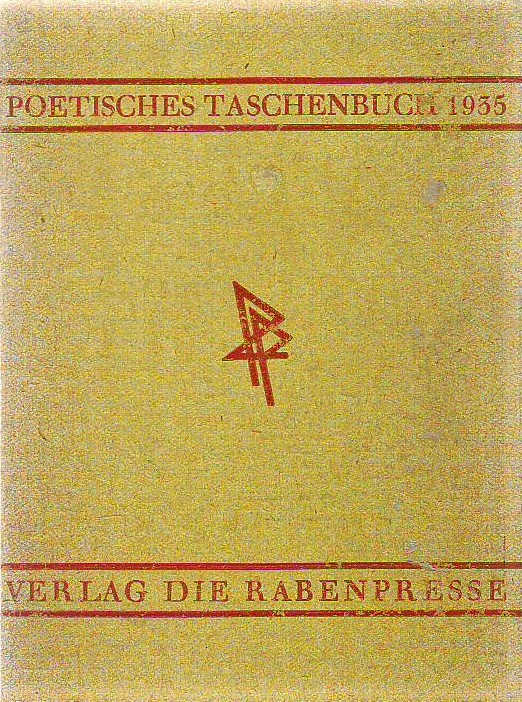
Poetisches Taschenbuch 1935, Verlag Die Rabenpresse, Berlin. Mit einer Einleitung von V. O. Stomps. Mit Fotoporträts und Gedichtbeiträgen von Adolf Georg Bartels, Friedrich Berna, Rolf Bongs, Hans Gebser, Werner Helwig, Horst Lange, Joachim Maass, Eberhard Meckel, Diemar Moering, Walther G. Oschilewski und Georg Zemke

Die Verlagsgeschichte begann 1926 mit der Herausgabe der Zeitschrift Der Fischzug.
Stomps verlegte in der Rabenpresse auch eigene Werke, so 1926 als zweiten Druck den Gedichtband Von Sternen und 1928 Vier Gedichte und 1929 Die neuen Dinge.

## Wachsende Probleme ab Mitte der 30er Jahre

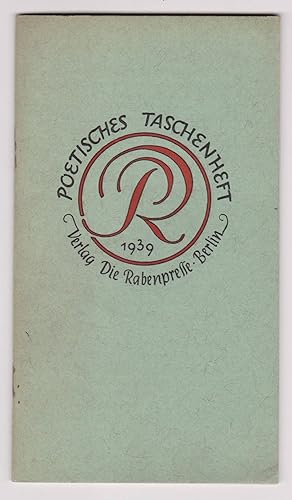
Poetisches Taschenheft. Verlag Die Rabenpresse Berlin, 1939. Zu diesem Zeitpunkt hatte V. O. Stomps den Verlag schon abgegeben